# Pawieł Korobkow
Pawieł Tierientjewicz Korobkow (ros. Павел Терентьевич Коробков; ur. 22 września?/5 października 1909 we wsi Lipnik, obecnie w obwodzie kurskim, zm. 12 kwietnia 1978 w Kalininie) – radziecki lotnik wojskowy, generał major lotnictwa, Bohater Związku Radzieckiego (1939).

## Życiorys
Urodził się w rodzinie chłopskiej. Skończył szkołę podstawową, pracował w kołchozie, od listopada 1931 służył w Armii Czerwonej. Był kursantem szkoły pułkowej w Leningradzkim Okręgu Wojskowym, od 1932 należał do WKP(b), w sierpniu 1932 został przeniesiony do Sił Powietrznych, w 1933 ukończył wojskową szkołę lotniczą w Ługańsku i został pilotem i następnie młodszym lotnikiem 41 eskadry lotniczej w Briańsku. W grudniu 1935 został dowódcą klucza 17 eskadry lotnictwa myśliwskiego Sił Powietrznych Białoruskiego Okręgu Wojskowego w Bobrujsku, a w maju 1936 lotnikiem-instruktorem w wojskowej lotniczej szkole pilotów w Odessie. W maju 1938 został skierowany do Hiszpanii, gdzie od 10 czerwca do 26 października 1938 brał udział w wojnie domowej jako pomocnik dowódcy i dowódca eskadry myśliwców I-16. Wykonał 121 lotów bojowych, w 36 walkach powietrznych strącił 6 samolotów wroga (dokumenty potwierdzają 90 lotów bojowych i 4 zwycięstwa). Od czerwca do września 1939 uczestniczył w bitwie nad Chałchin-Goł, wykonując 109 lotów bojowych i staczając 13 walk powietrznych, w których strącił jeden japoński samolot. We wrześniu 1939 jako dowódca 21 pułku lotnictwa myśliwskiego Sił Powietrznych Białoruskiego Specjalnego Okręgu Wojskowego brał udział w zajmowaniu przez ZSRR tzw. Zachodniej Białoruski, czyli agresji ZSRR na Polskę, a od grudnia 1939 do marca 1940 jako doradca dowódcy 25 pułku lotnictwa myśliwskiego i pomocnik dowódcy Sił Powietrznych 14 Armii ds. lotnictwa myśliwskiego uczestniczył w wojnie z Finlandią. W kwietniu 1940 objął dowództwo 12 pułku lotnictwa myśliwskiego Sił Powietrznych Kijowskiego Specjalnego Okręgu Wojskowego, biorąc udział w czerwcu-lipcu 1940 w zajmowaniu przez ZSRR Besarabii (należącej wówczas do Rumunii).
Od 22 czerwca 1941 uczestniczył w wojnie z Niemcami, w listopadzie 1941 został dowódcą 486 pułku lotnictwa myśliwskiego na Froncie Kaukaskim i Krymskim, biorąc udział m.in. w kerczeńsko-teodozyjskiej operacji desantowej i dalszych operacjach Frontu Krymskiego, w kwietniu-maju 1942 pełniąc też funkcję zastępcy dowódcy Sił Powietrznych 47 Armii Frontu Krymskiego. W maju 1942 objął dowództwo 16 uderzeniowej grupy lotniczej Stawki Najwyższego Naczelnego Dowództwa, a w czerwcu 1942 265 Dywizji Lotnictwa Myśliwskiego walczącej na Południowym i Froncie Północno-Kaukaskim (pełnił tę funkcję z przerwą od listopada 1942 do lutego 1943, gdy był starszym inspektorem Inspekcji Sił Powietrznych Armii Czerwonej), w czerwcu 1943 został dowódcą 320 Dywizji Lotnictwa Myśliwskiego 1 Powietrznej Myśliwskiej Armii Obrony Przeciwlotniczej w Moskwie, od czerwca 1944 do końca wojny był zastępcą dowódcy 215 Dywizji Lotnictwa Myśliwskiego 8 Korpusu Lotnictwa Myśliwskiego w 16, potem 4 Armii Powietrznej na 1 i później 2 Froncie Białoruskim. Brał udział w operacji białoruskiej, wschodniopruskiej, pomorskiej i berlińskiej. Podczas wojny z Niemcami wykonał 64 loty bojowe i stoczył 11 walk powietrznych, strącając osobiście 3 samoloty wroga. Po wojnie dowodził dywizją lotnictwa myśliwskiego w Grupie Wojsk Radzieckich w Niemczech (do lutego 1946), w lipcu 1946 został zastępcą dowódcy, a w czerwcu 1947 dowódcą 2 Gwardyjskiej Dywizji Lotnictwa Myśliwskiego 2 Armii Powietrznej w Południowej Grupie Wojsk (Węgry), w 1949 ukończył kursy przy Akademii Wojskowo-Powietrznej Sił Powietrznych ZSRR. Od maja 1949 do października 1952 był zastępcą dowódcy 62 Korpusu Lotnictwa Myśliwskiego, w 1954 ukończył Wyższą Akademię Wojskową im. Woroszyłowa i został zastępcą dowódcy Nadbałtyckiego Korpusu Obrony Przeciwlotniczej, od maja do listopada 1957 dowodził lotnictwem myśliwskim Samodzielnego Nadbałtyckiego Korpusu Obrony Przeciwlotniczej, potem został szefem wyższych kursów akademickich przy Wojskowej Akademii Obrony Przeciwlotniczej, w marcu 1960 zakończył służbę wojskową.

## Awanse
- porucznik (14 marca 1936)
- starszy porucznik (17 lutego 1938)
- major (2 lipca 1939; z pominięciem stopnia kapitana)
- podpułkownik (10 października 1941)
- pułkownik (28 maja 1943)
- generał major lotnictwa (11 maja 1949)

## Odznaczenia
- Bohater Związku Radzieckiego (22 lutego 1939)
- Order Lenina (trzykrotnie, w tym 22 lutego 1939)
- Order Czerwonego Sztandaru (trzykrotnie, w tym 28 sierpnia 1939 i 7 maja 1940)
- Order Wojny Ojczyźnianej I klasy (6 czerwca 1945)
- Order Wojny Ojczyźnianej II klasy (21 lutego 1945)
- Order Czerwonej Gwiazdy
- Medal „Za zasługi bojowe” (3 listopada 1944)
- Medal „Za obronę Stalingradu” (1942)
- Medal „Za zdobycie Berlina” (1945)
- Order Czerwonego Sztandaru (Mongolska Republika Ludowa, 18 sierpnia 1939)

I inne.